# 가루지기: 변강쇠 더 비기닝
"가루지기: 변강쇠 더 비기닝"은 한국에서 제작된 정진호 감독의 2017년 멜로/로맨스 영화이다. 한세희 등이 주연으로 출연하였다.

## 출연

### 주연
- 한세희
- 정재식